# George de Godzinsky
George de Godzinsky  (né le 5 juillet 1914 à Saint-Pétersbourg et mort le 23 mai 1994 à Helsinki) est un compositeur, chef d'orchestre et pianiste finlandais,.

## Biographie
Le père de George,  Franciszek de Godzinsky est né à Varsovie, la famille paternelle de Franciszek était originaire des rives de l'Oder, près de la frontière allemande. 
La grand-mère paternelle était Elise Magdalena de Simon née en France. 
Franciszek de Godzinsky avait un diplôme d'ingénieur en économie de l'Université de Tartu. 
Il avait obtenu un poste au ministère russe du Commerce, où il dirigeait l'exploitation des wagons-lits et des wagons-restaurants. 
Franciszek était également un homme d'affaires qui vendait du coton russe à des tisserands finlandais, dont Finlayson,.
La mère de George, Maria Neuscheller était la fille d'un riche industriel Maximilian Othmar Neuscheller d'origine suisse qui était marié à Cornelia van Gilse van der Pals et le couple avait dix enfants dont Maria.
Pendant la Révolution russe en mars 1920, la famille dut passer en quarantaine à Siestarjoki, près de la frontière entre la Finlande et la Russie soviétique. 
Une fois la quarantaine terminée, les parents se sont séparés. Maria a quitté son mari et ses deux enfants  et s'est rendue chez ses proches au manoir de Suur-Merijoki (fi) dans la commune rurale de Viipuri. 
Franciszek et l'institutrice au foyer, qui est devenue la mère de substitution des enfants, ont d'abord continué jusqu'à la station thermale de Kauniainen, puis de là jusqu'à Imatra, où ils ont trouvé refuge au manoir d'Onnela. 
L'amour de George pour la musique s'est enflammé à Imatra au moment où il a entendu la valse des fleurs du Casse-Noisette de Tchaïkovski sur le gramophone à cor : « C'était la plus belle chose que j'aie jamais entendue. »
Le garçon a d'abord joué de la mandoline et après avoir trouvé un harmonium chez un voisin, il a appris a en jouer. Lorsque les amis de son père ont acheté à Onnela un vieux piano à queue, George l'a appris seul : « J'ai appris à jouer comme un fou. J'ai utilisé mon pouce avec beaucoup de parcimonie, ma technique était très originale. Après mon arrivée à Helsinki, j'ai pu tout réapprendre. »
Au milieu des années 1920, Franciszek, les enfants et l'institutrice au foyer ont quitté Imatra pour Helsinki. Une nouvelle maison a été trouvée dans une maison en bois à deux étages à Kaivopuisto. La famille a vécu à Itäinen Kaivopuisto 4 A jusqu'en 1938, date à laquelle la maison a été démolie.
Les enfants ont fréquenté une école russe, puis George a poursuivi ses études à l'ancien Lycée d'Aleksandre. 
Le garçon parlait couramment le russe et le français, le finnois et le suédois et a appris l'allemand à l'école. 
Un jour, il est tombé si gravement à la patinoire de Kaivopuisto qu'il s'est cassé la jambe gauche. 
La jambe n’a pas complètement guéri, et ses mouvements sont restés limités.
Son père pianiste amateur a réuni un groupe musical, composé de ses amis émigrés, qui jouait de la musique de restaurant et de danse. 
À seize ans, George de Godzinsky, à joué dans l'orchestre pendant quelques années.
George avait 15 ans lorsque George de Godzinsky assiste à un concert de l'Orchestre philharmonique d'Helsinki dirigé par Robert Kajanus, où le prodige Wolfgang Schneiderhan joue en tant que soliste du concerto pour violon de Beethoven. Après le concert, George n'aspirera plus à une carrière universitaire mais voudra se consacrer à la musique et devenir chef d'orchestre.
De 1930 à 1937, George de Godzinsky a étudié au Conservatoire d'Helsinki, où ses professeurs étaient, entre autres, Selim Palmgren, Erkki Melartin, Erik Furuhjelm, Bengt Carlsson (fi), Leo Funtek, Eino Linnala (fi) et Leevi Madetoja. 
« Les meilleurs morceaux que j'ai joué sont les concertos pour piano de Saint-Saëns et de Tchaïkovski, mais j'avais déjà décidé que ma carrière prendrait une direction différente. Je ne deviendrais pas un virtuose du piano », a déclaré plus tard George de Godzinsky à propos de ses études de piano.
En même temps, il travaille comme musicien de divertissement et comme pianiste répétiteur pour l'Opéra national de Finlande. 
Sa carrière prend de l'ampleur lorsqu'il est embauché comme accompagnateur pour la tournée en Extrême-Orient du célèbre bassiste Fédor Chaliapine en 1935-1936. 
George de Godzinsky a accompagné Fédor Chaliapine lors de 57 concerts en Mandchourie, en Chine et au Japon. 
Il considérait la tournée comme son « école musicale ».
La première épouse de George de Godzinsky de 1944 à 1973 fut Elisabeth Urbanowicz. 
Leur fils aîné est le musicien Robert de Godzinsky, qui a également travaillé comme professeur d'enregistrement musical à l'Académie Sibelius. 
La seconde épouse de George de Godzinsky depuis 1973 a été Taineli Martola.

## Carrière

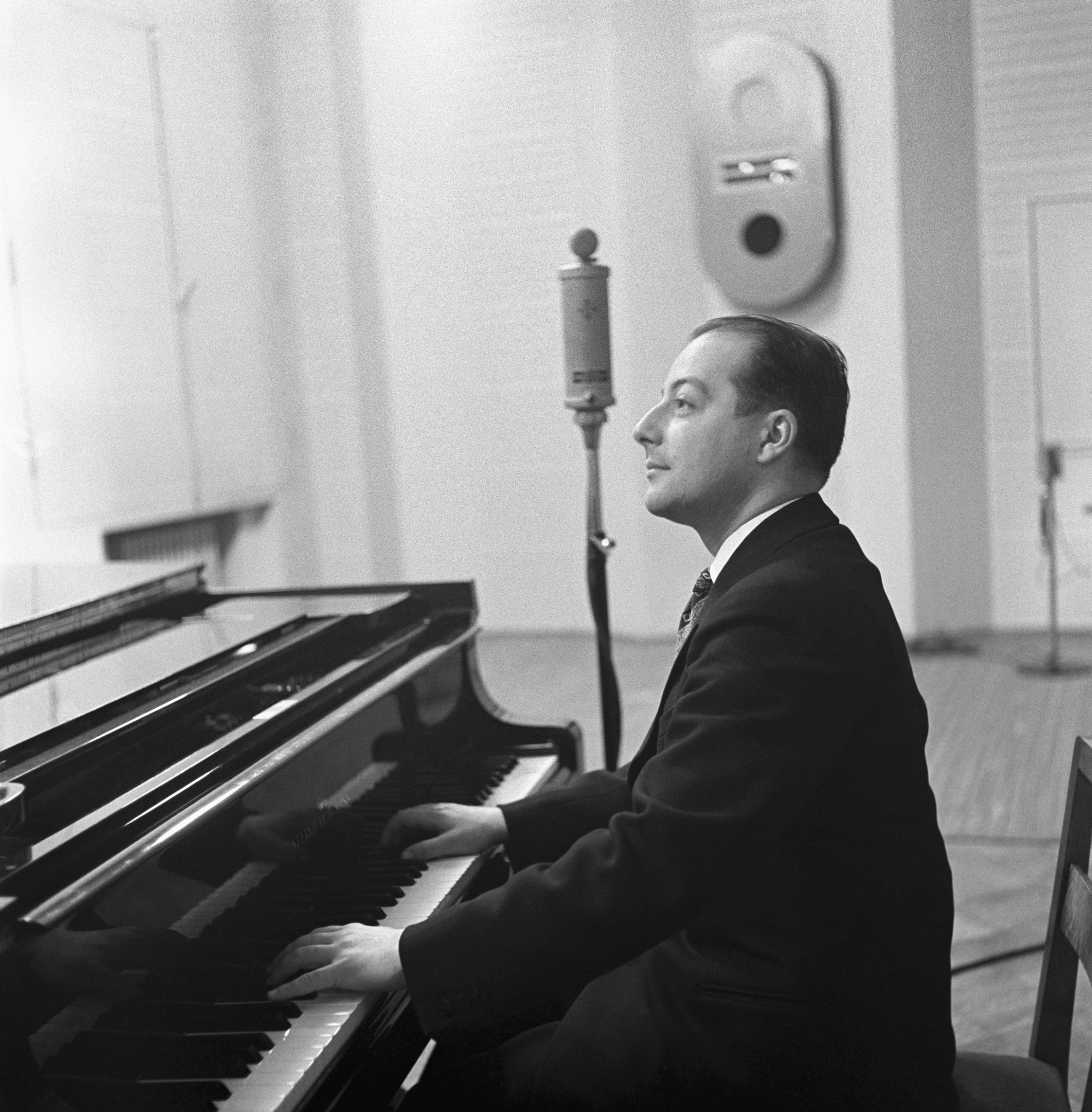
George de Godzinsky jouant du piano à queue dans un studio de radio vers 1935.

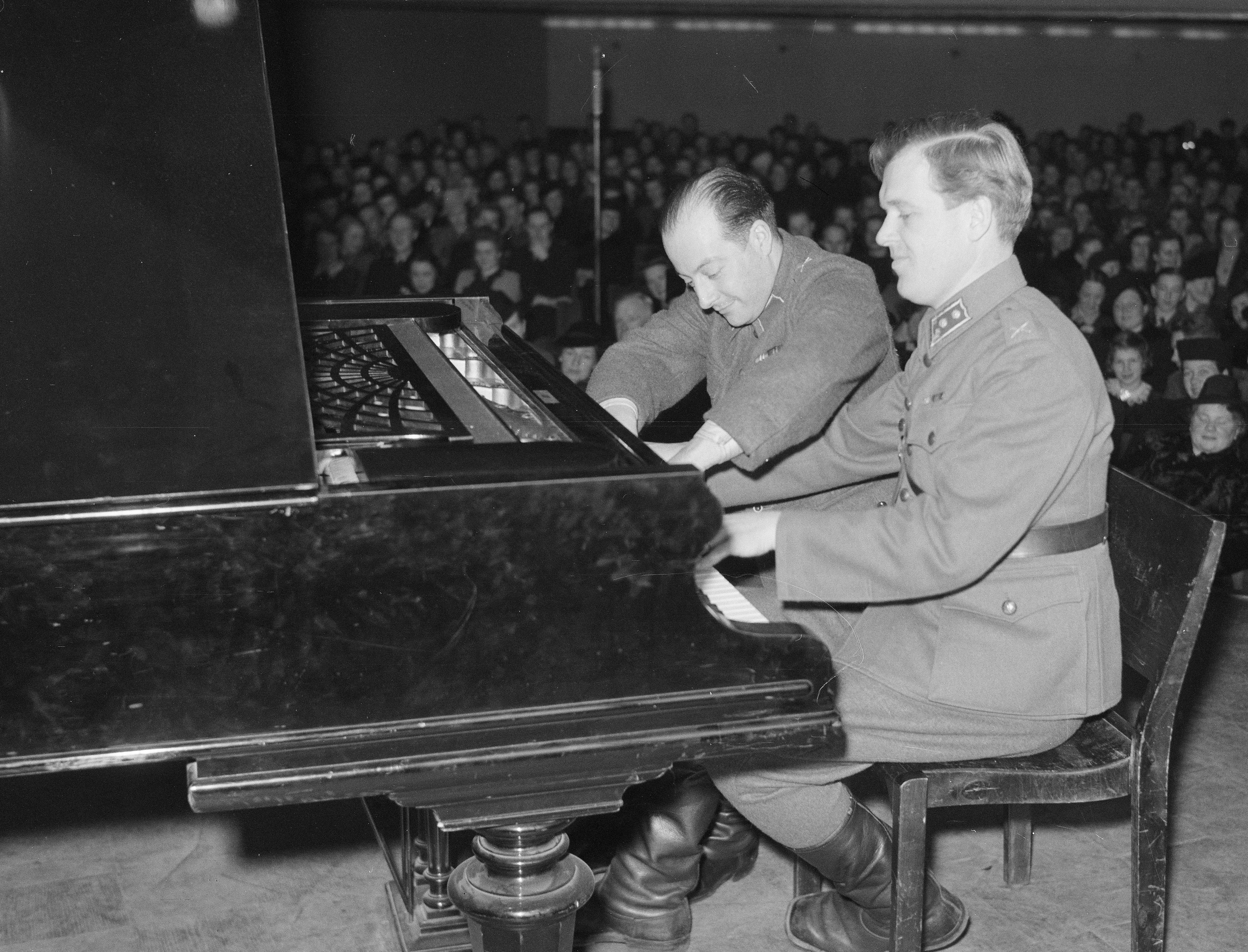
Le soldat George de Godzinsky (à gauche) et le lieutenant Nils-Eric Fougstedt au piano pendant la guerre de continuation en 1943.

À partir de 1938, George de Godzinsky est chef d'orchestre, dirigeant des œuvres scéniques allant des opérettes et comédies musicales aux ballets et opéras, entre-autres, au théâtre suédois, au théâtre populaire d'Helsinki (fi), au Théâtre royal de Stockholm et au théâtre municipal de Göteborg. 
En juin 1942, il dirige un grand orchestre Kristall-orkesteri dans un grand nombre d'enregistrements, quand Eero Väre chanta des chansons composées et arrangées par Toivo Kärki sur le front de Carélie,.
Il a également été chef d'orchestre de l'orchestre de divertissement de la radio finlandaise de 1953 à 1980.
Sa période en tant que chef invité de l'opéra national de Finlande et du ballet national de Finlande a culminé avec les tournées étrangères du ballet de 1959 à 1965 aux États-Unis, à Bergen, Varsovie et Paris.
Il a été chef d'orchestre finlandais au Concours Eurovision de la chanson de 1961 à 1965, dirigeant les cinq premiers airs représentatifs du pays et chef d'orchestre des qualifications finlandaises du Concours Eurovision de la chanson de 1961 à 1966. Sa dernière production majeure fut le Porgy and Bess de l'Opéra de Lahti en 1977.
En plus de sa carrière de chef d'orchestre, George de Godzinsky était connu comme compositeur et musicien de divertissement. 
Les années de guerre sont consacrées aux tournées sur le front et aux soirées entre frères d'armes, dont il est le chef d'orchestre des concerts du Messuhalli. 
Dans les années 1936-1943, il est arrangeur pour les Harmony Sisters (fi) et dans les années 1955-1977 pour le Kipparikvartetti (fi).
George de Godzinsky a, entre-autres, arrangé les enregistrements d'Olavi Virta: Hurmio, Kaksi ruusua, Kylmät huulet, Rakkauden muisto, Romanesca, Saavuthan jälleen Roomaan, Sateenkaaren tuolla puolen, Sinitaivas, Tango Poesie, Yön kulkija et Öiset kitarat,.
Les compositions les plus célèbres de George de Godzinsky sont Äänisen aallot, Katupoikien laulu, Sulle kauneimman lauluni laulan, Sulle salaisuuden kertoa mä voisin et Pohjolan yö.
George de Godzinsky a également composé la musique de 64 longs métrages, dont celle les films de Valentin Vaala : Vuokrasulhanen (1945), Viikon tyttö (1946), Gabriel, tule takaisin (1951), et celle des films d'Ilmari Unho (fi) : Kuollut mies rakastuu (1942), Kolmastoista koputus (1945), Kilroy sen teki (1948) ainsi que celles des films de Nyrki Tapiovaara (fi) Varastettu kuolema (1938) et Miehen tie (1940).

## Prix et reconnaissance
George de Godzinsky a reçu la médaille Pro Finlandia en 1975, le prix d'État (fi) pour les compositeurs en 1981 et le titre de professeur en tant que premier et jusqu'à présent seul représentant finlandais de la musique légère en 1985. 
De plus, il a reçu le Prix Emma en 1994 pour l'œuvre de sa vie.
George de Godzinsky est enterré sur la Colline des artistes du cimetière de Hietaniemi.